# ニューマン&ガーディア
ニューマン & ガーディア（Newman & Guardia 、N&G）は、イギリスのロンドンにかつて存在したカメラメーカーである。
アーサー・ニューマン（Arthur Newman ）とジュリオ・ガーディア（Julio Guardia ）により1893年に設立された。高品質なシビルシリーズカメラと、エアポンプ式シャッターで有名であった。

## 空気ポンプ式シャッター
アーサー・ニューマンが考案した空気ポンプをガバナーに使用するロータリーシャッターで、開閉の衝撃がなく音も極めて小さい。

## 製品一覧
繊細な作りで一見華奢に見えるが、材質が充分に吟味され、単純で無理のない機構、高い工作技術から充分な強度があり、扱い方さえ間違わなければ故障もなく長持ちする。

### 写真乾板使用カメラ
- ナイディアパテントカメラ（Nydia Patent Camera、1900年頃発売[3]） - 8×10.5cm写真乾板。持ち運び自在の写真乾板が当然になった時代で、各社とも折畳み形式を工夫する中、特に特異な折畳み形式を採り[1]、撮影時には206mmもある全長が折り畳むと45mmになる[1]。
- シビル（Sibyl 、1906年発売[3]） - 手工業品の美しさと独特の機構を持ち[5]、名機として名高い。
  - スペシャルシビル（1910年発売[6]）
  - ベビーシビル（1912年発売）-アトム判。
  - ニュースペシャルシビル（1914年発売[4][6]）-スペシャルシビルの改良型で、外見はほとんど同一ながら内部は大幅に改善されている[6]。1929年に輸入していた浅沼商会のカタログでは490円[6]。
- スペシャルパターンB - ボックス型カメラながら蛇腹繰り出しする高級型[6]。
- パテントフォールディングレフレックス（1921年発売[2]）-大名刺判[2]。日本では「シビル・レフレックス」と俗称されて来た[2]。昭和初期に1,030円もした超高級カメラである[2]。レンズはロッスのエクスプレスF4.5が標準で、1925年にはダルメイヤー製ペンタックF2.9付きが追加されたが、この仕様にはレンズ交換システムがない[2]。

### ロールフィルム使用カメラ
- ロールフィルムシビル（1914年発売）-従前の写真乾板用シビルをそのままロールフィルムに対応させただけの製品でフィルム室が大きく、良さが失われた[7]。